# Ключи (Белоярский муниципальный округ)
Ключи — деревня в Белоярском районе Свердловской области России. Входит в Белоярский муниципальный округ.
Ранее деревня входила в состав Камышевского сельсовета Белоярского района.

## География
Деревня Ключи расположена в нижнем течении реки Ключик (левый приток Исети), в 26 километрах к югу от посёлка Белоярского.

### Часовой пояс
Ключи, как и вся Свердловская область, находится в часовой зоне МСК+2. Смещение применяемого времени относительно UTC составляет +5:00.

## Население
| 2002 | 2010 | 2021 |
| ---- | ---- | ---- |
| 174  | ↘173 | ↘137 |

## Инфраструктура
В Ключах три улицы: Родниковая, Советская и Уральская.